# Hạnh Phúc
Hạnh Phúc là một xã thuộc tỉnh Cao Bằng, Việt Nam.

## Địa lý
Xã Hạnh Phúc nằm gần trung tâm huyện Quảng Hòa, có vị trí địa lý:
- Phía đông giáp xã Hồng Quang
- Phía tây giáp xã Ngọc Động và xã Tự Do
- Phía nam giáp thị trấn Hòa Thuận và xã Tiên Thành
- Phía bắc giáp xã Chí Thảo.

Xã Hạnh Phúc có diện tích 41,58 km², dân số năm 2019 là 5.242 người, mật độ dân số đạt 126 người/km².
Trên địa bàn xã Hạnh Phúc có núi Lũng Xe cùng suối Thoóc Kéo và suối Sầm Xuyên. Quốc lộ 3 chạy qua địa bàn xã, trên tuyến có đèo Khau Chỉa.

## Lịch sử
Địa bàn xã Hạnh Phúc hiện nay trước đây vốn là hai xã Hạnh Phúc và Hồng Định thuộc huyện Quảng Uyên.
Ngày 9 tháng 9 năm 2019, Hội đồng Nhân dân tỉnh Cao Bằng ban hành Nghị quyết số 27/NQ-HĐND về việc sáp nhập một số xóm thuộc hai xã Hồng Định và Hạnh Phúc.
Trước khi sáp nhập, xã Hạnh Phúc có diện tích 25,39 km², dân số là 2.923 người, mật độ dân số đạt 115 người/km², có 9 xóm: Bản Tin - Lũng Tao, Bình Linh, Bó Huy, Bản Hoán, Bản Khau, Lũng Luông, Nà Bó, Nà Luông, Thôm Đán. Xã Hồng Định có diện tích 16,19 km², dân số là 2.319 người, mật độ dân số đạt 143 người/km², có 6 xóm: Hồng Định I, Hồng Định II, Hồng Định III, Hồng Định IV, Hồng Định V, Hồng Định VI.
Ngày 10 tháng 1 năm 2020, Ủy ban Thường vụ Quốc hội ban hành Nghị quyết số 864/NQ-UBTVQH14 về việc sắp xếp các đơn vị hành chính cấp huyện, cấp xã thuộc tỉnh Cao Bằng (nghị quyết có hiệu lực từ ngày 1 tháng 2 năm 2020). Theo đó, sáp nhập toàn bộ diện tích và dân số của xã Hồng Định vào xã Hạnh Phúc.
Ngày 1 tháng 3 năm 2020, huyện Quảng Uyên giải thể để tái lập huyện Quảng Hòa. Xã Hạnh Phúc thuộc huyện Quảng Hòa như hiện nay.

## Hành chính
Xã Hạnh Phúc được chia thành 15 xóm: Bản Tin - Lũng Tao, Bình Linh, Bó Huy, Bản Hoán, Bản Khau, Hồng Định I, Hồng Định II, Hồng Định III, Hồng Định IV, Hồng Định V, Hồng Định VI, Lũng Luông, Nà Bó, Nà Luông, Thôm Đán.